# Сент-Джеймс-холл

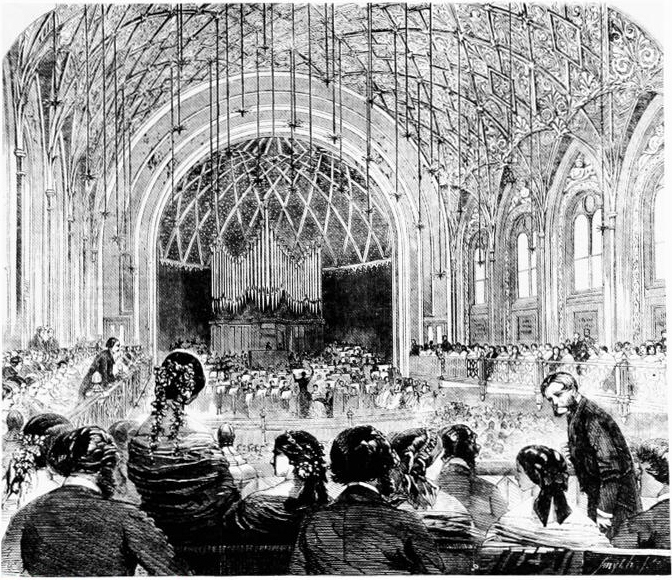
Интерьер Сент-Джеймс-холла в 1858 году

Сент-Джеймс-холл (англ. St James's Hall) — концертный зал в Лондоне, Англия, открытый 25 марта 1858 года. Концертный зал спроектирован архитектором и актёром Оуэном Джонсом. Зал вмещал свыше 2000 человек. Располагался в месте сближения Риджент-стрит (точнее, её центральной части, называемой «Квадрантом») с Пикадилли-стрит.
Одним из последних заметных событий в истории Сент-Джеймс-холла стало в мае 1904 года первое в Англии выступление 11-летнего венгерского скрипача-виртуоза Ференца Вечея.
Сент-Джеймс-холл функционировал до февраля 1905 года.
20 апреля 1907 года мэр и шериф заложили первый камень нового Сент-Джеймс-холла, который был открыт 25 апреля 1908 года.
В рассказе Артура Конан Дойла «Союз рыжих» Шерлок Холмс и доктор Ватсон побывали на концерте Сарасате в Сент-Джеймс-Холле. Сарасате действительно выступал в Сент-Джеймс-Холле в 1874 году.